# Silvana Editoriale
Silvana Editoriale est une maison d'édition italienne indépendante, spécialisée dans les ouvrages de peintures et d'arts décoratifs, ainsi que les catalogues d'expositions.
Fondée à Milan en 1945 en tant que collection par Amilcare Pizzi (Milan, 1891-1974), qui avait créée en 1923 l'imprimerie Arti Grafiche Amilcare Pizzi.
Le nom de cette collection est un hommage à Silvana Pizzi, la fille d'Amilcare, morte prématurément en 1944. Le premier livre est une monographie consacrée à Giotto, signée Carlo Carrà (1945).
Silvana Editoriale devient une maison indépendante en 1948, dont les ouvrages sont imprimés par les presses Pizzi.
Son siège actuel se trouve à Cinisello Balsamo, sur la Via De Vizzi.
En 2009, la maison fête son 400e titre.
Massimo Pizzo, son président, est le petit-fils du fondateur.